# Iglica vobarnensis
Iglica vobarnensis is een slakkensoort uit de familie van de Hydrobiidae. De wetenschappelijke naam van de soort is voor het eerst geldig gepubliceerd in 1968 door Pezzoli & Toffoletto.